# Sanfords maki
De Sanfords maki (Eulemur sanfordi) is een zoogdier uit de familie van de maki's (Lemuridae). De wetenschappelijke naam van de soort werd voor het eerst geldig gepubliceerd door Richard Archbold in 1932.

## Beschrijving
De Sanfords maki behoort tot de wat grotere soorten echte maki's. Er is verschil tussen het mannetje en het vrouwtje. Het mannetje heeft een bruine vacht op de rug en is lichtbruin op de buik en de borst. Het gezicht en de spitse snuit is zwart, met lichtgrijze, langharige krans van de oren tot over de wangen ("bakkebaarden"). Het vrouwtje heeft een meer naar roodbruin neigende vacht en geen ruige beharing op de kop.
Een volwassen Sanfords maki heeft een kop-romplengte van 38 tot 40 cm, een staartlengte van 50 tot 55 cm en een lichaamsgewicht van 2,0 tot 2,5 kg.

## Leefgebied
De Sanfords maki leeft in bergbossen, regenwouden op een hoogte van 800 m en 1400 m boven de zeespiegel en ook drogere bossen in het uiterste noorden van Madagaskar. De Sanfords maki kan zich aanpassen in bossen die sterk zijn aangetast.
Het is een bosbewoner die zowel ’s nachts als overdag actief is. De Sanfords maki leeft in familiegroepjes, bestaande uit gemiddeld 3 tot 9 exemplaren, maximaal tot 14 individuen. In de regio Analamerana wordt de dichtheid geschat op 4,5 individuen/km².

## Bedreigingen
De Sanfords maki wordt bedreigd door de vernietiging van zijn leefgebied door mijnbouwkundige winning van saffier en zwerflandbouw (slash-and-burn). Ook wordt er op gejaagd voor de handel in huisdieren. Het gebied waarin de Sanfords maki voorkomt is sterk gefragmenteerd. Daarom staat deze maki als bedreigde diersoort op de internationale rode lijst.